# Pyotr Ivanovich Pumpur
Pyotr Ivanovich Pumpur (tiếng Nga: Пётр Иванович Пумпур, tiếng Latvia: Pēteris Pumpurs; 25 tháng 4 năm 1900 - 23 tháng 3 năm 1942) là một phi công máy bay chiến đấu của Lực lượng Không quân Liên Xô, Anh hùng Liên Xô, hàm Trung tướng.

## Thời trẻ và Nội chiến Nga
Pumpur sinh ngày 25 tháng 4 năm 1900 tại Giáo xứ Plātere ở Kreis Riga, Đế quốc Nga trong một gia đình nông dân người Latvia. Ông tốt nghiệp trường dòng và giúp cha mình phụ việc cho những người hàng xóm giàu có. Sau đó, ông tiếp tục học tại một trường dạy nghề trong hai năm. Pumpur trở thành một thợ cơ khí tập sự và phụ xe trước khi gia nhập Hồng quân vào tháng 5 năm 1918.
Do công việc của mình là một thợ cơ khí và lái xe ô tô, ông được gửi đến Phi đội Hàng không Chiến đấu số 4 ở Moskva, phục vụ như một tài xế. Vào tháng 10, Pumpur được điều động đến Phi đội Hàng không Chiến đấu Pskov số 2 ở Samara, một lần nữa phục vụ ở vị trí cũ. Pumpur chỉ phục vụ trong thời gian ngắn với Phi đội 2, chuyển giao lại cho Phi đội 4 vào tháng 11, ông vẫn gắn bó cho đến tháng 6 năm 1921. Với Phi đội 4, ông trở thành thợ máy bay, chiến đấu trên các Mặt trận phía Đông, Đông Nam, Nam và Tây của Nội chiến Nga. Năm 1919, Pumpur trở thành đảng viên Đảng Cộng sản.

## Thời kỳ giữa các cuộc chiến
Sau khi Nội chiến kết thúc, Pumpur tiếp tục phục vụ trong Hồng quân, hoạt động như một thợ máy hàng không tại sở Chỉ huy của Sân bay Trung tâm ở Moskva từ tháng 7 đến tháng 12 năm 1921. Sau một thời gian liên tục tiếp xúc với các phi công, lắng nghe những cuộc trò chuyện và câu chuyện của họ, ông yêu cầu được huấn luyện bay. Pumpur được đào tạo ban đầu tại Trường Lý thuyết-Quân sự Yegoryevsk dành cho Phi công từ tháng 1 năm 1922 đến tháng 3 năm 1923. Vào tháng 4, ông bắt đầu huấn luyện bay tại Trường Phi công Quân sự số 2 ở Borisoglebsk, tốt nghiệp với lớp học viên đầu tiên vào ngày 26 tháng 10. Trong số 10 bạn học của ông có phi công thử nghiệm tương lai Valery Pavlovich Chkalov. Từ tháng 11 đến tháng 5 năm 1924, Pumpur tiếp tục thành thạo các kỹ thuật bay tại Trường Phi công Quân sự số 1 ở Moskva, và học tại Trường Quân sự Cao cấp về Pháo thủ và Ném bom ở Serpukhov từ tháng 5 đến tháng 7. 
Sau khi tốt nghiệp, vào tháng 8 năm 1924, Pumpur được bổ nhiệm vào Phi đội Hàng không Tiêm kích số 2 ở Moskva, nơi ông phục vụ với tư cách là phi công cơ sở và sau đó là phi công cao cấp, thông thạo mọi loại máy bay của đơn vị. Tháng 7 năm 1925, phi đội đã tham gia vào việc đàn áp một cuộc nổi dậy ủng hộ cách mạng xã hội chủ nghĩa và Menshevik gần Ga Illinsky của Đường sắt Moskva-Kursk, sử dụng máy bay của mình để tiến hành trinh sát. Vào tháng 10 năm đó Pumpur trở thành tổ trưởng chuyến bay, và vào tháng 12 năm 1926, Phi đội 2 được đổi tên thành Phi đội Hàng không Chiến đấu độc lập số 7. Ông lãnh đạo một biệt đội của phi đội từ tháng 2 năm 1927. Năm 1929, Pumpur tốt nghiệp khóa học nâng cao dành cho các chỉ huy Không quân tại Học viện Không quân Zhukovsky. Ông nắm quyền chỉ huy Phi đội 17 vào tháng 9 năm 1930, đồng thời giữ chức vụ chính ủy từ tháng 2 năm 1931, và sau đó được chuyển sang chỉ huy Phi đội Hàng không Chiến đấu 31. Từ tháng 6 năm 1934, ông là chỉ huy trưởng kiêm chính ủy của Lữ đoàn Hàng không tiêm kích 403. Ngày 4 tháng 12 năm 1935, Pumpur được phong cấp bậc Lữ đoàn trưởng (Kombrig). Tháng 2 năm 1936, Pumpur trở thành sinh viên tại khoa vận hành của Học viện Zhukovsky.
Từ tháng 10 năm 1936 đến tháng 5 năm 1937, ông làm cố vấn Liên Xô cho Lực lượng Không quân Cộng hòa Tây Ban Nha trong Nội chiến Tây Ban Nha, với bí danh "Đại tá Julio". Sau khi đến Tây Ban Nha, nhóm phi công Liên Xô ban đầu, bao gồm Yevgeny Erlykin, Ivan Kopets, và Anton Kovalevsky cùng với Pumpur, đã bay những chuyến bay đầu tiên trên những chiếc Nieuport 52 đã lỗi thời của Đảng Cộng hòa Tây Ban Nha. Pumpur dẫn đầu một nhóm máy bay chiến đấu gồm các phi công Liên Xô trong việc bảo vệ Madrid, bay 250 giờ và bắn rơi 5 máy bay địch. Vì những hành động của mình, ông đã nhận được danh hiệu Anh hùng Liên Xô vào ngày 4 tháng 7 năm 1937.
Sau khi trở về Liên Xô, Pumpur được thăng vượt cấp lên Quân đoàn trưởng (Komkor). Tháng 10, ông được bổ nhiệm làm chỉ huy không quân của Quân khu Moskva, nhưng sớm được chuyển sang làm chỉ huy không quân của Tập đoàn quân đặc biệt Cờ đỏ Viễn Đông (VVS OKDVA) vào tháng 11. Pumpur trải qua vài tháng dưới sự điều động của Tổng tư lệnh Không quân, và vào tháng 12 năm 1938, trở thành người đứng đầu trạm thử nghiệm bay tại Nhà máy Máy bay số 1, sau đó trở thành người đứng đầu Cục Huấn luyện Chiến đấu của Không quân. Trong Chiến tranh Mùa đông, ông dẫn đầu một nhóm hướng dẫn huấn luyện chiến đấu. Từ năm 1940, Pumpur lại chỉ huy không quân Quân khu Moskva.

## Bi bắt và xử tử
Ngày 15 tháng 5 năm 1941, một máy bay vận tải quân sự Junkers Ju 52 của Đức bay tự do theo lộ trình Königsberg - Bialystok - Minsk - Smolensk - Moskvaw và hạ cánh xuống khu vực lân cận sân vận động Dynamo. Không lâu sau vụ việc này, Trung tướng Pumpur bị bắt vào ngày 31 tháng 5 năm 1941. Ông bị buộc tội tham gia vào một "âm mưu quân sự" và "phá hoại" dựa vào các lời khai ép cung của NKVD. Tuy nhiên, ông đã phủ nhận tất cả những cáo buộc này.
Mặc dù vậy, ngày 9 tháng 6 năm 1941, ông đã bị tước danh hiệu Anh hùng Liên Xô và các giải thưởng nhà nước. Trong một cuộc họp đặc biệt dưới sự chỉ đạo của NKVD vào ngày 13 tháng 2 năm 1942, ông đã bị kết án tử hình. Ông bị xử bắn tại thành phố Saratov vào ngày 23 tháng 2 năm 1942.
Mãi đến ngày 25 tháng 6 năm 1955, ông mới được phục hồi danh dự theo quyết định của Hội đồng quân sự Tòa án tối cao Liên Xô. Ngày 17 tháng 11 năm 1965, ông được trả lại danh hiệu Anh hùng Liên Xô và các giải thưởng của mình.

### Trích dẫn
1. ↑  Bortakovsky 2012, tr. 77.
2. 1 2 3 4 5 6  Cherushev & Cherushev 2012, tr. 434–435.
3. 1 2 3 4  Bortakovsky 2012, tr. 78.
4. ↑  Bortakovsky 2012, tr. 79.
5. 1 2  Bortakovsky 2012, tr. 80.
6. ↑  Архив Президента Российской Федерации. оп. 24, дело 378, лист 197 Lưu trữ ngày 31 tháng 1 năm 2011 tại Wayback Machine.